# Wilhelm Heinz Schröder
Wilhelm Heinz Schröder (* 24. Mai 1946 in Mellrichstadt) ist ein deutscher Historiker. Er lehrte und forscht als Professor für Neuere Geschichte an der Universität zu Köln. 

## Leben
Wilhelm Heinz Schröder studierte Geschichte und Germanistik und schloss sein Studium 1971 mit dem Staatsexamen ab. 1976 folgte die Promotion an der Universität zu Köln im Fach Geschichte und 1986 die Habilitation an der TU Berlin im Fach Neuere Geschichte. Als Privatdozent wirkte er zunächst an der TU Berlin, anschließend ab 1993 an der Universität zu Köln, wo er den Bereich Neuere Geschichte mit besonderer Berücksichtigung der Historischen Sozialforschung vertrat. 1996 wurde er zum außerplanmäßigen Professor berufen. Er nahm Lehraufträge an den Universitäten Berlin (Humboldt-Universität zu Berlin), Bielefeld, Dortmund, Hamburg, Linz und Salzburg wahr.
1987 wurde Schröder Wissenschaftlicher Abteilungsleiter des Zentrums für Historische Sozialforschung im Datenarchiv für Sozialwissenschaften im GESIS – Leibniz-Institut für Sozialwissenschaften beziehungsweise in der Leibniz-Gemeinschaft. Er fungiert seit 1986 als geschäftsführender Herausgeber der Zeitschrift Historical Social Research / Historische Sozialforschung (HSR) und war 1980 bis 2010 Leiter der überregionalen Graduierten-Summerschool ZHSF-Methodenseminar.
Schröder ist Mitglied zahlreicher wissenschaftlicher Gremien, so unter anderem Präsident der internationalen Arbeitsgemeinschaft QUANTUM und Sprecher der Mitgliederversammlung des Leibniz-Zentrums für Zeithistorische Forschung Potsdam. Ein zentrales Forschungsprojekt Schröders war die Untersuchung sozialdemokratischer Parlamentarier zwischen 1867 und 1933. In diesem Zusammenhang entwickelte er unter anderem die Kollektive Biografie als Forschungsmethode.
Wilhelm Heinz Schröder lebt in Frechen. Dort ist er insbesondere in der Politik, etwa als Stadtrat für die SPD, und in der Kultur (unter anderem am Theater als Regisseur) aktiv. In Anerkennung seiner langjährigen Verdienste um Politik und Kultur der Stadt Frechen wurde Schröder mit der Ehrennadel (2015) und mit dem Ehrenring (2020) der Stadt ausgezeichnet.

## Biographische Projekte
Schröder hat im Parlamentarierportal BIOPARL alle Datenbanken aus verschiedenen von ihm geleiteten biographischen Projekten zusammengeführt: Sozialdemokratische Parlamentarier in den Deutschen Reichs- und Landtagen 1867–1933 (BIOSOP); Sozialdemokratische Reichstagsabgeordnete und Reichstagskandidaten 1898–1918 (BIOKAND); Abgeordnete in den deutschen Reichstagen 1867–1918 (BIORAB, Teil 2: Kaiserreich); Abgeordnete in den deutschen Reichstagen 1919–1933 (BIORAB, Teil 3: Weimarer Republik) sowie Abgeordnete des Deutschen Bundestages 1949–2006 (BUMAST) und Abgeordnete der 10. Volkskammer der DDR 1990 (VOLKPARL). Die analogen Bestände des Parlamentarierarchivs (ca. 10.000 Parlamentarierdossiers und zahlreiche Projektdokumentationen) wurden 2018 in das Bundesarchiv in Berlin-Lichterfelde überführt und können dort benutzt werden (Signatur.BArch / B 564 „Biografische Sammlung Deutscher Parlamentarier“ – Suche mit dem Bundesarchiv-Suchsystem invenio).

## Schriften (Auswahl)
- Kollektivbiographie als interdisziplinäre Methode in der historischen Sozialforschung. Eine persönliche Retrospektive. Zentrum für Historische Sozialforschung, Köln 2011.
- mit Wilhelm Weege, Martina Zech: Historische Parlamentarismus-, Eliten- und Biographieforschung. Forschung und Service am Zentrum für Historische Sozialforschung. Zentrum für Historische Sozialforschung, Köln 2000.
- Historische Sozialforschung. Identifikation, Organisation, Institution. Zentrum für Historische Sozialforschung, Köln 1994.
- Sozialdemokratische Reichstagsabgeordnete und Reichstagskandidaten 1898–1918. Biographisch-statistisches Handbuch (= Handbücher zur Geschichte des Parlamentarismus und der politischen Parteien. Bd. 2). Droste, Düsseldorf 1986, ISBN 3-7700-5135-1.
- Arbeitergeschichte und Arbeiterbewegung. Industriearbeit und Organisationsverhalten im 19. und frühen 20. Jahrhundert. Campus, Frankfurt am Main 1978.